# Vračar
Vračar (serbisch-kyrillisch Врачар) ist ein Stadtbezirk von Belgrad.
Der Vračar ist mit 292 ha die kleinste und mit 18.487 Einwohner/km² am dichtesten besiedelte Gemeinde Belgrads sowie Serbiens. Sie stellt gleichzeitig die einkommensstärkste Gemeinde der Stadt. Die Slavija ist ein wesentlicher Verkehrsknoten Belgrads. Die Durchmesserlinie im Vračar-Tunnel führt vom Süd-Portal am Karađorđev park bis zur Station Vukov spomenik bis zu 40 m unter der Stadt. 
Der Vračar beherbergt neben der Kathedrale Hl. Sava auch die Nationalbibliothek Serbiens und wird in Gänze von einem Park eingenommen (Plateau des Hl. Sava – Svetosavski Plato).
Das Schutzpatronenfest des Stadtbezirks Vračar ist der hl. Sava am 27. Januar.

## Name
Es gibt einige Legenden über die Entstehung des Namens Vračar. Die älteste geht in das Jahr 1521 zurück, als dieses Gebiet seinen Namen nach einem Helden, einem Ungläubigen, bekam, der Vračar hieß und an dieser Stelle seine Hütte errichtet hatte. Einer anderen zufolge wurde der Name von vrapčijia polja (vrabac = Spatz, polje = Feld – Spatzenfeld) abgeleitet, denn viele dieser Vögel hatten sich auf dem Gebiet des heutigen Vračar niedergelassen. Mit der Aufhebung des Rayons wurden 1952 zwei Gemeinden gebildet: Ost-Vračar und Neimar. 1960 wurde das Gebiet des gegenwärtigen Stadtbezirks festgelegt, das Teile der einstigen Gemeinden Ost-Vračar, Neimar und Terazije umfasst.

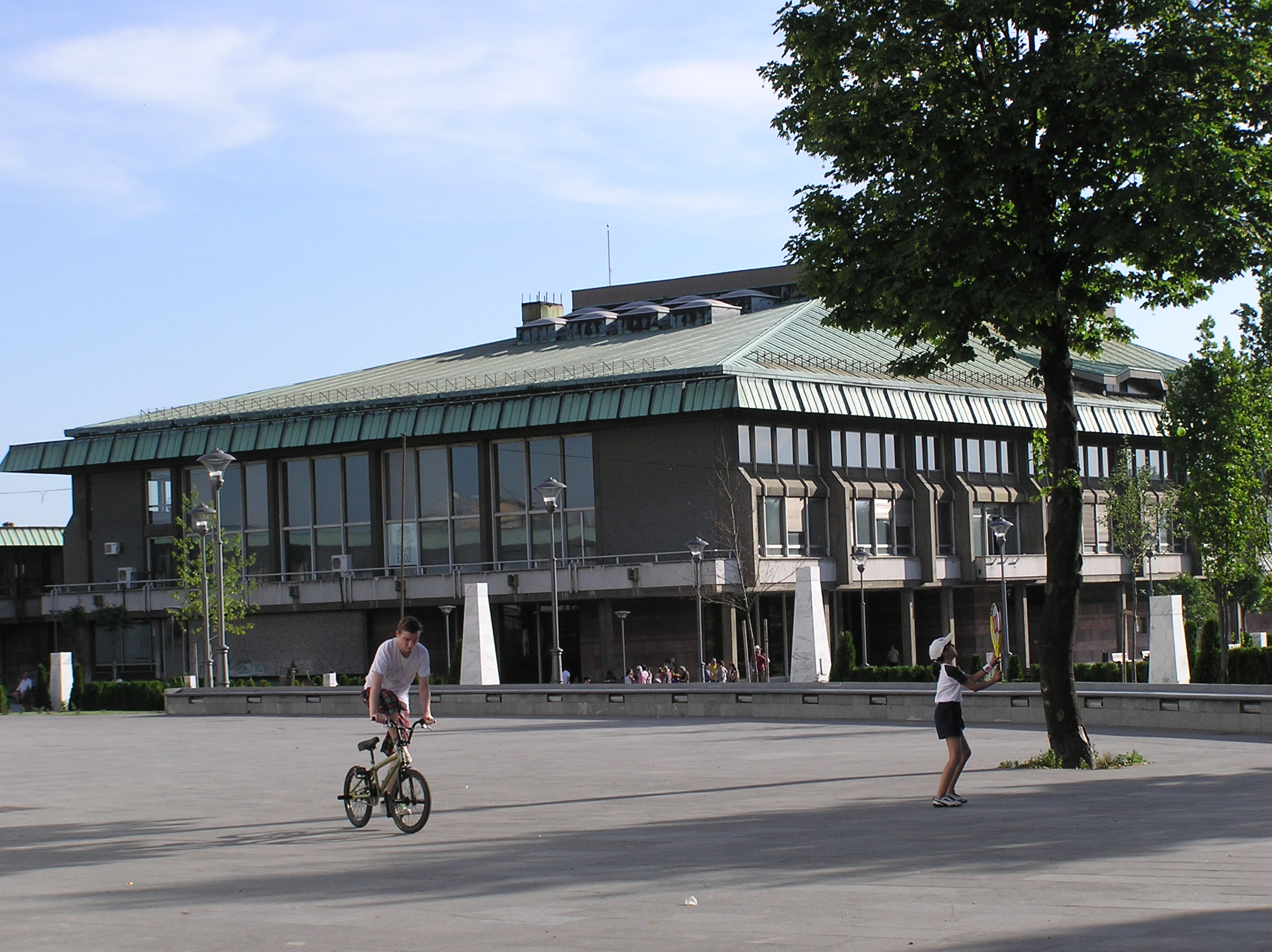
Die Nationalbibliothek Serbiens
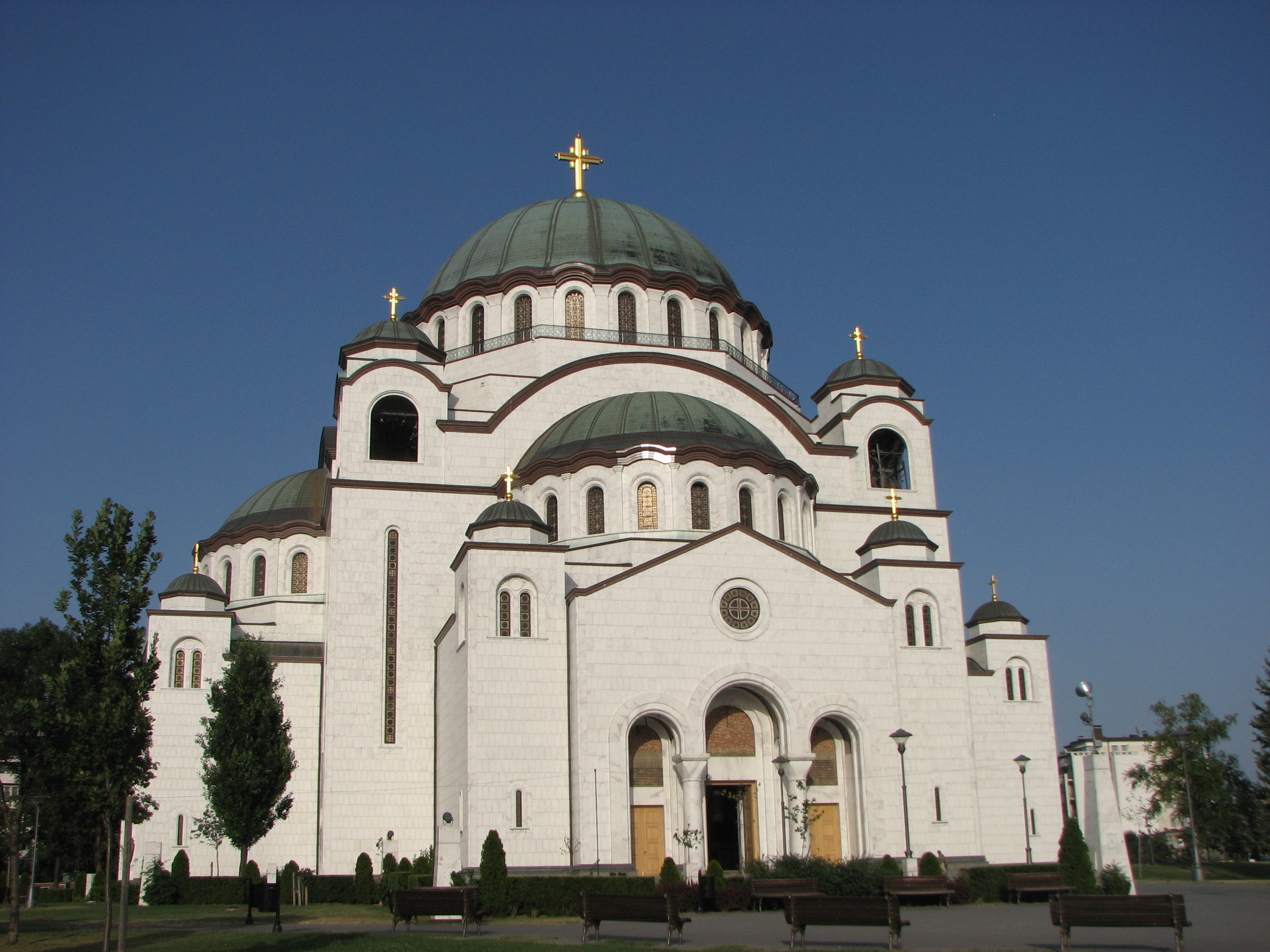
Die Kathedrale Hl. Sava